# Alexander Kazhdan
Alexander Petrovich Kazhdan (russisch Александр Петрович Каждан Alexander Petrowitsch Kaschdan; * 3. September 1922 in Moskau; † 29. Mai 1997 in Washington, D.C.) war ein russisch-amerikanischer Byzantinist. Das von ihm herausgegebene, erstmals 1991 erschienene Oxford Dictionary of Byzantium entwickelte sich zum Standardwerk der Byzantinistik.
Kaschdan stammte aus einer Moskauer Kaufmannsfamilie. Er schloss eine pädagogische Hochschule in der Stadt Ufa ab und arbeitete ab 1956 im Institut für Geschichte der Sowjetischen Akademie der Wissenschaften. Dort war er unter anderem Autor von mehreren Übersetzungen von antiken und mittelalterlichen Werken sowie von wissenschaftlichen Publikationen zur byzantinischen Geschichte.
1978 wanderte Kaschdan mit seiner Familie zunächst nach Israel, dann in die USA aus. Dort war er bis zu seinem Tode als Wissenschaftler am byzantinischen Forschungsinstitut Dumbarton Oaks in Washington, D.C. tätig. In der Sowjetunion wurden nach Kaschdans Emigration seine bisherigen Publikationen weitgehend aus dem Verkehr gezogen.
Er ist der Vater des Mathematikers David Kazhdan.